# Iustin Pârvu
Iustin Pârvu (n. 10 februarie 1919, satul Poiana Largului, județul Neamț – d. 16 iunie 2013) a fost un cunoscut duhovnic și stareț al Mănăstirii Petru Vodă din județul Neamț și un militant al Mișcării Legionare.
Împreună cu Cleopa Ilie, Arsenie Boca, Ioanichie Bălan, Dumitru Stăniloae și Arsenie Papacioc, a fost un important reprezentant al ortodoxiei românești contemporane.
A făcut vâlvă cu o teorie conspirativă, și anume că cipul din pașaport ar conține numărul fiarei.

## Biografie
Părintele Iustin Pârvu s-a născut, conform Registrului Matricol al Mănăstirii Secu, pe 10 februarie 1919, în ziua de prăznuire a Sf. M. Mc. Haralambie, în satul Poiana Largului, comuna Călugăreni, jud. Neamț. Părinții săi, oameni credincioși, Ana și Gheorghe i-au pus numele Iosif și l-au crescut în tradiția ortodoxă ducându-l duminica și în sărbători la mănăstirile din apropiere, Durău, Secu și Sihăstria.
La 17 ani, atras de muntele Ceahlău pe care-l vedea de acasă, a intrat frate la Mănăstirea Durău, unde a cunoscut mari duhovnici deprinși cu rugăciunea inimii.
A început studiile la Seminarul Cernica unde a avut colegi de seamă precum Patriarhul Teoctist, Mitropolitul Bartolomeu Anania, arhimandriții Sofian Boghiu, Grigorie Băbuș și Gherasim Iscu. După desființarea acestuia a continuat la Seminarul de la Râmnicu Vâlcea.
În perioada 1938-1940 a fost membru activ al Mișcării Legionare.
În anul 1940 a fost tuns în monahism, la 7 octombrie 1940 a fost hirotonit ierodiacon iar în 20 august 1942 a fost hirotonit ieromonah. Între 1942-1944, a fost numit preot misionar pe frontul de est până la Odessa participând împreună cu „Divizia 4 Vânători de Munte” la luptele din cel de Al Doilea Război Mondial.
După război și-a continuat studiile la Seminarul din Roman, de unde pe 14 mai 1948, chiar înainte de absolvire a fost arestat și condamnat la 12 ani de închisoare din motive politice. A trecut prin aproape toate închisorile comuniste din Suceava, Văcărești, Jilava, Gherla, Periprava, Aiud, Baia Sprie și Pitești. A primit o nouă condamnare în anul 1960 pentru refuzul de a renunța la credință. Întrebat ce va face după ce va fi eliberat, a răspuns: „O iau de unde am lăsat-o cu slujirea Bisericii!” motiv pentru a mai primit încă patru ani de detenție. Eliberarea va veni în anul 1964 dar a fost obligat să mai lucreze un timp în domeniul forestier.
A fost primit la Mănăstirea Secu unde a slujit ca ieromonah între anii 1966-1975 avându-l ca duhovnic pe părintele Paisie Olaru. În toamna anului 1975 a plecat la Mănăstirea Bistrița unde a slujit până în 1990 alături de părintele Ioanichie Balan. A revenit pentru un an la Mănăstirea Secu apoi a înființat în satul natal, pentru călugari, în anul 2000 Mănăstirea Petru Vodă, iar pentru monahii, Mănăstirea Paltin-Petru Vodă. Cu ocazia sfințirii acesteia, în 2008, la data de 2 noiembrie, a fost ridicat din gradul de Protosinghel la cel de Arhimandrit.
Pe lângă aceste mănăstiri a mai ridicat un așezământ de educație pentru copiii săraci, un cămin pentru persoane vârstnice cu cabinet medical, stomatologic și de fizoterapie precum și un laborator care prepară produse naturiste pentru diferite afecțiuni.
Iubitor de cultură și educație creștină în anul 2003 înființat o publicație de învățătură și atitudine ortodoxă, cu apariție lunară, numită Glasul Monahilor reeditată în 2008 sub numele Atitudini.
În 2009 a inițiat o campaniei împotriva actelor cu cip, lansând un „Apel către țară”.
A trecut la cele veșnice în seara zilei de 16 iunie 2013.

## Controverse
Una dintre controversele referitoare la Iustin Pârvu este legată de aniversările a 90, respectiv 92 de ani, când, conform unor înregistrări video postate pe YouTube, un grup de măicuțe de la Mănăstirea Petru Vodă i-au cântat starețului „Sfânta tinerețe legionară”.

## Moștenirea
La Poiana Teiului din județul Neamț, Iustin Pârvu este cetățean de onoare, are un bust ridicat în curtea primăriei, iar o școală îi poartă numele.
IPS Ierótheos Vlachos l-a numit „Voievodul Ortodoxiei” întrucât „Dumnezeu l-a vădit ca pe un înalt comandant duhovnicesc”.
„Pentru că a fost martir și isihast, urmează în chip firesc să ne referim și la glasul său profetic. Astfel, în fața lui trebuie să stai cu respect chiar și atunci când nu ești de acord.”—IPS Ierótheos Vlachos

## Cu și despre părintele Iustin Pârvu

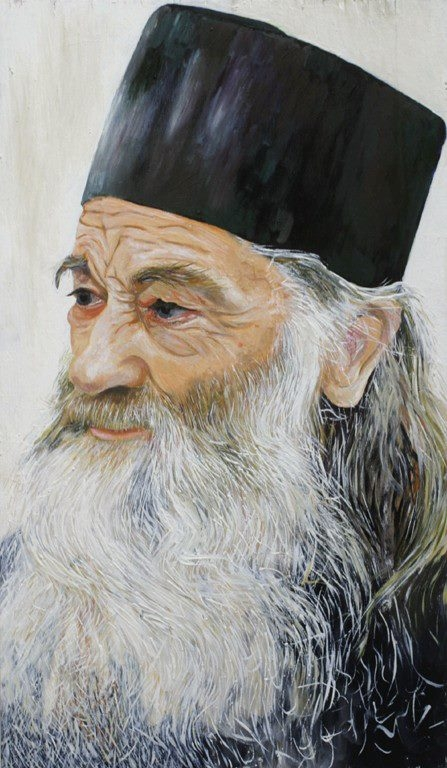
Părintele Iustin Pârvu - realizat de Paul Mecet, pictură pe lemn în ulei, 1999, 35 x 60 cm

- Adrian Alui Gheorghe - Părintele Iustin Pârvu și morala unei vieți câștigate - 2007
- Adrian Alui Gheorghe - Părintele Iustin Pârvu: o misiune românească și creștină - 2008
- Adrian Alui Gheorghe - Părintele Iustin Pârvu: o viață de mărturisitor - 2009
- Iustin Pârvu: Daruri duhovnicești - 2010
- Abecedar duhovnicesc, o crestomație de Fabian Anton, editura Eikon, Cluj, 2003.
- Ne vorbește Părintele Justin, editura Fundației Justin Pârvu, Petru Vodă, 2011
- Părintele Justin Mărturisitorul - Album de fotografii si vorbe de duh, Cristina Nichituș Roncea, editura Mica Valahie, București, 2013
- DUHOVNICUL - 100 de ani cu Părintele Justin. 100 de portrete de Cristina Nichituș Roncea, Editura Doxologia, 2019

### Web site-uri
- Biografia Părintelui Justin Pârvu publicată de Mănăstirea Petru Vodă
- Pagina de internet a Mănăstirii Petru Vodă
- Apoftegme
- Foto / Video cu Parintele Iustin Parvu
- Duhovnicul a zeci de mii de romani, 5 aprilie 2004, Jurnalul Național
- A fi crestin inseamna a te rastigni mereu, 22 decembrie 2004, Catalin Pruteanu, Jurnalul Național
- Părintele Iustin Pârvu de la Mănăstirea Petru Vodă din Neamț a împlinit 92 ani Arhivat în 19 ianuarie 2014, la Wayback Machine., 10 februarie 2011, financiarul.ro
- Parintele Iustin Parvu a trecut la cele vesnice, 18 iunie 2013, CrestinOrtodox.ro
- VIDEO Patimile ultimului mare duhovnic al românilor. Părintele Iustin, iubit de popor pentru harul divin, întemnițat de comuniști pentru simpatii legionare, 17 iunie 2013, Florin Jbanca, Adevărul
- Părintele Iustin, de la Petru Vodă, mesaj emoționant către poporul român: „Poporul e fără stăpân, asta e drama cea mare”, 3 iunie 2013, Florin Jbanca, Adevărul
- FOTO Imagini inedite cu părintele Iustin Pârvu după două luni de tortură la Securitatea din Roman, 27 decembrie 2013, Florin Jbanca, Adevărul
- Ultimul interviu realizat de Ziaristi Online cu Duhovnicul Neamului, la împlinirea a 94 de ani. VIDEO, 17 iunie 2013, Victor Roncea, Ziaristi Online
- Părintele arhimandrit Justin Pârvu, model sublim al iubirii evanghelice, 20 iunie 2013, Prof. Univ. Ioan Teșu, Ziarul Lumina
- Mărturisitor al credinței în vremuri de prigoană, 23 iunie 2013, Augustin Păunoiu, Ziarul Lumina
- Parintele Iustin Parvu, 30 iulie 2013, Ioachim Bacauanul, CrestinOrtodox.ro
- Neamțu, Mihail (2 februarie 2009). „Noi psihoze religioase”. cotidianul.ro. Arhivat din original la 5 februarie 2009. Accesat în 8 iunie 2019.
- Mănăstireanu, Dănuț (22 ianuarie 2009). „Isteria fundamentalista a pasapoartelor biometrice – Persona”. Persona – Blog of Danut Manastireanu. Accesat în 8 iunie 2019.

### Interviuri
- Interviu cu Părintele Iustin Pârvu - Dezmoștenirea Ortodoxiei, 25 iulie 2012, Nicu Dan Florin Petrescu, CrestinOrtodox.ro
- Minunații bandiți din închisorile comuniștilor, 25 iulie 2012, CrestinOrtodox.ro
- Părintele Iustin - Despre România, români și credință, 25 iulie 2012, CrestinOrtodox.ro

### Imagini
- Fotografii cu Părintele Iustin Pârvu 1
- Fotografii cu Părintele Iustin Pârvu 2
- Fotografii cu Părintele Iustin Pârvu - Omagiu la 94 de ani
- Fotografii cu Părintele Iustin Pârvu la ultima aniversare - 94 de ani - 10 februarie 2013
- Fotografii de la înmormântarea Părintelui Iustin Pârvu la Mănăstirea Petru Vodă - 20 iunie 2013
- Imagini inedite cu părintele Iustin Pârvu după două luni de tortură la Securitatea din Roman - 27 decembrie 2013, Adevarul Arhivat în 26 ianuarie 2014, la Wayback Machine.

### Video-uri
- Părintele Justin despre Credință, 31 mai 2012, Mihai Silviu Chirilă, YouTube